# Юрген Кунце
Юрген Кунце (нім. Jürgen Kuntze; 12 вересня 1917, Берлін — 30 квітня 1943, Атлантичний океан) — німецький офіцер-підводник, капітан-лейтенант крігсмаріне.

## Біографія
3 квітня 1936 року вступив на флот. З 22 серпня 1942 року — командир підводного човна U-227. 24 квітня 1943 року вийшов у свій перший і останній похід. 30 квітня U-227 був потоплений глибинними бомбами австралійського бомбардувальника «Гемпден» північніше Фарерських островів. Всі 49 членів екіпажу загинули.

## Звання
- Кандидат в офіцери (3 квітня 1936)
- Морський кадет (10 вересня 1936)
- Фенріх-цур-зее (1 травня 1937)
- Оберфенріх-цур-зее (1 липня 1938)
- Лейтенант-цур-зее (1 жовтня 1938)
- Оберлейтенант-цур-зее (1 жовтня 1940)
- Капітан-лейтенант (1 березня 1943)